# Timo Konietzka
Friedhelm Konietzka, conosciuto anche come Timo Konietzka per la sua somiglianza al generale sovietico Semën Timošenko (Lünen, 2 agosto 1938 – Ingenbohl, 12 marzo 2012), è stato un allenatore di calcio e calciatore tedesco, di ruolo attaccante.

## Biografia
Nato nel 1938 a Lünen in Renania da famiglia polacca, è passato alla storia come autore della prima rete della storia della Bundesliga, essendo andato a segno al primo minuto della sconfitta esterna del Borussia Dortmund con il Werder Brema del 24 agosto 1963.
È scomparso il 12 marzo 2012 all'età di 73 anni tramite suicidio assistito in Svizzera (paese di cui aveva assunto la cittadinanza nel 1988) a Ingenbohl, nel Canton Svitto, dove tale pratica è legale.

## Palmarès

### Giocatore

#### Club
- Campionato tedesco occidentale: 2

Borussia Dortmund: 1962-1963
Monaco 1860: 1965-1966
- Coppa di Germania: 1

Borussia Dortmund: 1965

#### Individuale
- Capocannoniere della Coppa delle Fiere: 1

1965-1966 (7 gol ex aequo con Karl-Heinz Thielen)

### Allenatore
- Campionato svizzero: 3

Zurigo: 1973-1974, 1974-1975, 1975-1976
- Coppa Piano Karl Rappan: 2

Zurigo: 1973, 1974